# Apep (sistema estelar)
Coordenadas:  16h 00m 50.5s, −51° 42′ 45″

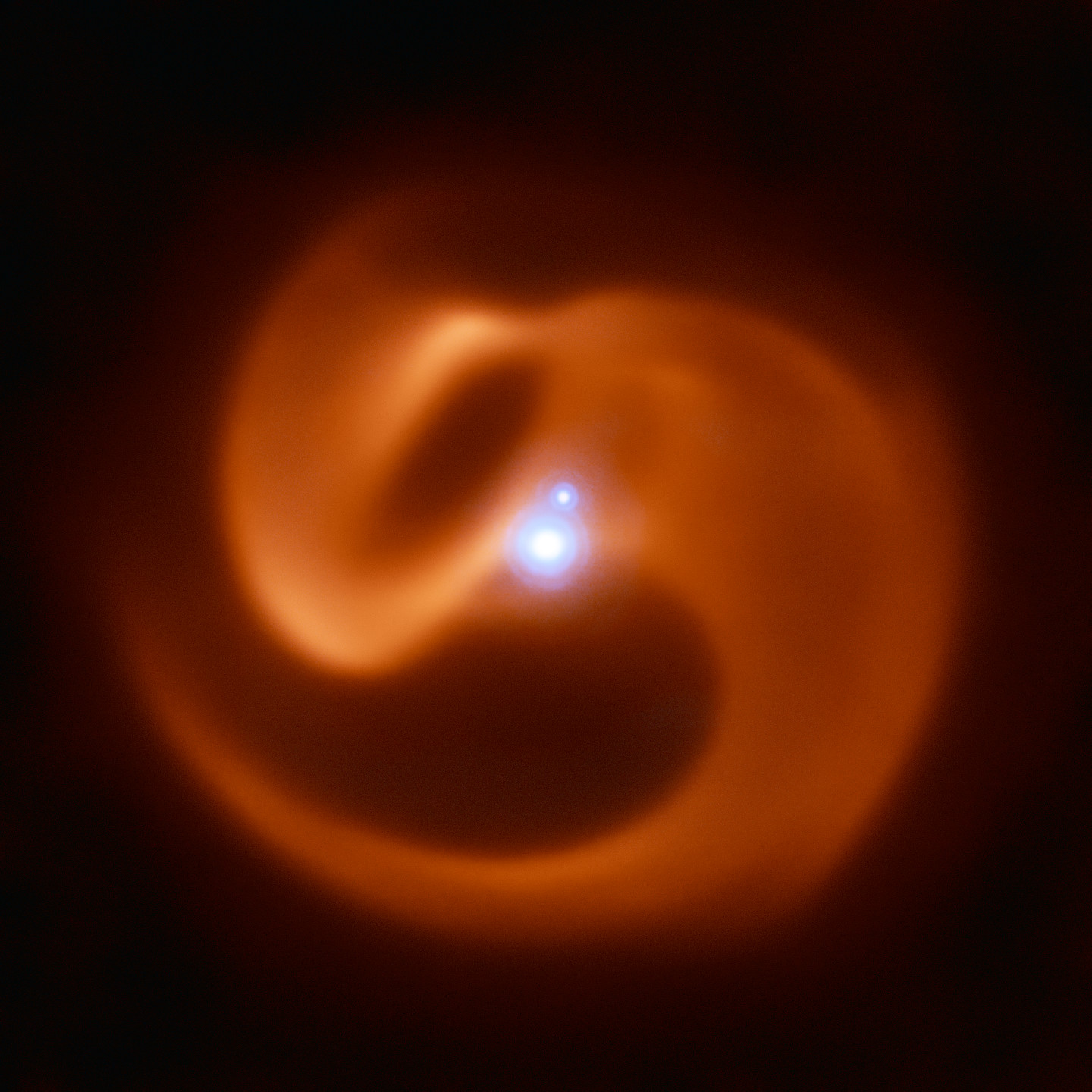
Imagen infrarroja tomada por el Very Large Telescope.

2XMM J160050.7-514245, denominado oficiosamente como Apep por sus descubridores, es un sistema de tres estrellas que contiene una estrella binaria de Wolf-Rayet y una supergigante caliente, localizado en la constelación de Norma. Nombrado en honor a la deidad serpiente homónima de la mitología egipcia, el sistema estelar está rodeado por un vasto complejo de viento estelar y polvo cósmico lanzados al espacio por la rápida velocidad de rotación de la estrella primaria del binario y con forma de «molinete» por la influencia de la estrella secundaria. Algunos estudios han concluido que el sistema es un candidato a generador de estallidos de rayos gamma en la Vía Láctea. La inclinación axial de la estrella primaria de 30° respecto a la Tierra sugiere que una posible explosión de rayos Gamma no afectaría a la vida en este planeta.